# Elena Vystropova
Elena Vystropova est une boxeuse azerbaïdjanaise né le 3 novembre 1988.

## Carrière
Sa carrière amateur est marquée par une médaille d'argent aux championnats du monde de Qinhuangdao en 2012 dans la catégorie poids moyens.

## Palmarès

### Jeux olympiques
- Premier tour des Jeux de 2012 à Londres, Angleterre

### Championnats du monde de boxe
- Médaille d'argent en -75 kg, en 2012, à Qinhuangdao, en Chine
- Médaille de bronze en -75 kg, en 2014, à Jeju, en Corée du Sud

### Championnats d'Europe de boxe
- Médaille d'or en -69 kg, en 2016, à Sofia, en Bulgarie
- Médaille d'or en -69 kg, en 2014, à Bucarest, en Roumanie